# Vének
Vének (németül: Apfeldörfl, horvátul: Vinak) község Győr-Moson-Sopron vármegyében, a Győri járásban.

## Fekvése
Magyarország északnyugati részén, a Szigetköz csücskében, Győrtől 14 km-re helyezkedik el. Vének kicsi falu a Szigetközben a Nagy-Duna és Mosoni-Duna találkozásánál. Jelenleg mindössze 154 fő él a helységben. Őseiknek régebben nagy problémát okozott a Duna gyakori áradása. Vének és a vele határos Szőgye, a Szigetközi Ármentesítő Társulat megalakulásával és az általa kezdeményezett töltés építése révén vált védettebbé a folyó pusztító hatásától. De nemcsak a víz az egyetlen kincse ennek a pici községnek, hanem a helység határában található páratlan látványt nyújtó erdős terület is.

### Megközelítése
Zsáktelepülés, közúton csak Kisbajcs felől közelíthető meg, a Győrtől Nagybajcsig húzódó 1301-es útból Kisbajcs után kiágazó 13 101-es számú, nagyjából 6,5 kilométeres teljes hosszúságú mellékúton. A megyeszékhelyről menetrend szerint induló autóbuszjáratokkal is el lehet jutni a községbe.

## Története és mai élete
A falu valószínűleg egy telepesről kapta nevét. Erről tanúskodik Szent László birtokfelsorolása, melyben a helység ily módon szerepelt. Vének neve többféle írásmóddal is előfordult az évszázadok során: Weinuch, Weinick és Wének. A település régóta lakott vidék. I. István király uralkodása alatt már létezett. Akkoriban a pannonhalmi apátság tulajdonát képezte a halászfalu. Az itt élőknek kötelességük volt az apátot „Zigeth-főig” vinni és a hajósi szolgálatot ellátni. Továbbá hálókat kellett szőniük és vizákat fogniuk a szentmártonhegyiek számára.
Egy II. András király korában kelt oklevélben említés történt Vénekről. Ebben a falu lakói a főapát ellen emeltek panaszt. Történt ugyanis, hogy az itt élő házas- és legényembereket az egyházi méltóság korlátlan ideig tartotta a csepeli révben révészként. A felháborodás jogos volt, hiszen házas férfit egy hónapnál, legényembert pedig három hónapnál tovább nem lehetett volna az otthonától távol tartani. Az okmányból az is kiderült, hogy a főapát a Véneken élő halászoktól az összes hal beszolgáltatását követelte, miközben csak nagyböjt idején és csak abban az esetben kellett a zsákmányt átadni, ha a halfogó szerszámokat a pannonhalmiak adták.
A településről a következő említések 1216-ból és 1225-ből valóak, amikor a pápa megerősítette a bencések tulajdonát. Majd IV. Béla király egyik okiratában szerepelt Weynuch írásmóddal, mint apátsági halászok által lakott praedium. „Második honalapítónk” az akkoriban itt élő közel 70 háznép kötelességét és kiváltságait is meghatározta.
1594-ben a törökök Vének felett keltek át a Dunán, hogy a Szigetközben táborozó magyar sereget megtámadják. Ugyanebben az esztendőben, Győr ostromakor a helység elpusztult. A török időkben elhagyott vidék volt, s a pannonhalmi levéltárban található iratok szerint csak 1713-ban népesült be újra. Ekkor németeket költöztetett ide a főapát, akik Apfeldorfnak [Almafalunak] nevezték el ezt a helységet, talán az itt található sok almafa miatt. Később a környező szigetközi falvakból, valamint a Csallóközből érkeztek ide lakók.
A 19. század legjelentősebb eseménye az 1848-49-es szabadságharc volt. Akkoriban a településen mindössze egy nemesember élt; 1851-ben viszont elvették tőle az előjogokat biztosító nemességet. Történt ugyanis, hogy a „véneki nemes” a győri helyőrség 6 dragonyosának egyik lovát megvette, s egy alkalommal azzal ment el a vásárba. A paripát a császáriak felismerték és ez elég volt ahhoz, hogy visszavonják nemességét.
A 20. század elején a településről sokan vándoroltak ki Amerikába szerencsét próbálni. Az első világháború pusztító harcaiban összesen 15 véneki lelte halálát. A Tanácsköztársaság idején Vének önálló község volt. Az 1920-as években a molnárok befejezték működésüket a Nagy-Dunán, s közülük sokan költöztek el a szomszédos Gönyűre. Az 1936-ban kezdődő spanyol polgárháborúnak egy véneki áldozata volt, aki 1934-ben távozott Magyarországról.
A 20. század derekán színvonalas iskola működött Véneken, tanítója, Pados József kimagasló színvonalú kulturális életet teremtett meg a faluban. 44 évig tanított, nevelt és intézkedett a falu fejlődését szem előtt tartva. Bár az iskolát a körzeti iskola megépítése után, 1975-ben megszüntették, ő még 7 éven át segítette a véneki embereket. 1982-ben, 72 éves korában hunyt el.
Közvetlenül a II. világháború befejezése után 1945-ben megalakult a Földosztó Bizottság, s felosztották a főapátsági birtokot. 1947 őszén kezdték el Vének villamosítását, s 1948 májusában kapcsolhatták fel a villanyt az otthonokban. Ugyanebben az évben szervezték meg a földműves szövetkezetet, melyet később a Győr és Vidéke FMSZ-hez csatoltak. 1950-ben alakult meg Vének és Kisbajcs közös tanácsa. Négy év múlva óriási árvíz sújtotta a települést (az 1954-es dunai árvíz), ami miatt a régi házak közel 30%-a elpusztult. 1959-ben megalakult a Két-Duna Termelőszövetkezet, mely a következő évben egyesült a kisbajcsi Petőfi Termelőszövetkezettel, 1962-ben pedig a nagybajcsival.
1982-ben a Vének község belterületének északkeleti szélén található, Aranykert nevű liget bekerült a védett természeti területek törzskönyvébe, mint helyi jelentőségű természetvédelmi terület. A ligetben 12 kocsányos tölgyfa áll, melyeket a faluban élők ősei telepítettek: hetet 1896-ban, a honfoglalást irányító hét vezér tiszteletére, a fennmaradó ötöt pedig két év múlva, 1898 őszén, Erzsébet királyné emlékére.
1990-ben Győr-Moson-Sopron, Komárom-Esztergom és Vas megye gyermek- és ifjúságvédő intézetei üdülőkomplexumot építettek Véneken. A Dunához közeli épületben elsősorban a hivatásos nevelőszülők és az általuk nevelt állami gondozott gyermekek üdülhetnek. 1994-ben pedig a Győr-Moson-Sopron Megyei Rendőr-főkapitányság bűnmegelőzési osztálya, valamint a megyei tisztiorvosi intézet egészségvédelmi osztálya szervezett egy tábort az általános iskolát befejezett fiatalok részére. Így minden nyáron kis- és nagy diákok zsivaja hallható a településen és környékén.
Ma a lakosság legnagyobb része háztáji gazdálkodással foglalkozik vagy a megyeszékhelyen vállal munkát. Többen is vannak, akik kétlaki életmódot folytatnak. Korábban más volt a helyzet: elsősorban a Duna adta lehetőségeket használták ki, s halászattal, aranyásással, hajók vontatásával és vízimolnársággal foglalkoztak. A gőzhajózás elterjedését és az I. Duna-Gőzhajózási Társaság megalakulását követően pedig a vénekiek közül többen hajósokká váltak. Az utazások során számos vidék gazdasági módszereit ismerték meg, s kezdték el alkalmazni otthonukban. A társaság 1945-ös megszűnését követően az addig ott dolgozóknak más munka után kellett nézniük, többségük győri gyárakban helyezkedett el.
Mindössze két kiskereskedelmi bolt és élelmiszerüzlet, valamint két vendéglátóhely működik a faluban. A település közüzemi ellátottsága jó. 74 otthon vezetékes ivóvízzel rendelkezik, a szennyvízcsatorna hálózathoz a lakások közel 80%-a kapcsolódott, telefon 30 család otthonába van bekötve. Az utak 70%-a burkolt és állapotuk kielégítő. A 60-as évek közepétől épültek ki a gyalog járdák, s kezdték meg az utcák fásítását. Az utóbbi esztendőkben a közvilágítás bővítését végezték el, s próbálják növelni a zöld területek mennyiségét.
A községben művelődési lehetőség a Faluházban van, ahol 2000 kötetes könyvtár, helytörténeti gyűjtemény és pinceklub várja az érdeklődőket. Itt található a polgármesteri hivatal is. A faluban óvoda és általános iskola nem működik, a gyerekek Kisbajcson tanulnak.

## Közélete

### Polgármesterei
- 1990–1994: Forrás József (független)[6]
- 1994–1998: Forrás József (független)[7]
- 1998–2002: Jakusné Ságer Anna (független)[8]
- 2002–2006: Jakusné Ságer Anna (független)[9]
- 2006–2010: Jakusné Ságer Anna (független)[10]
- 2010–2014: Kiss Tamás (független)[11]
- 2014–2019: Kiss Tamás (független)[12]
- 2019–2024: Bazsó Zsolt (független)[13]
- 2024– : Bazsó Zsolt (független)[1]

## Népesség
A település népességének változása:
| Lakosok száma | 161  | 170  | 166  | 187  | 192  | 207  | 211  |
|               | 2013 | 2014 | 2015 | 2021 | 2022 | 2023 | 2024 |

A 2011-es népszámlálás során a lakosok 95,2%-a magyarnak, 2,4% cigánynak, 1,2% horvátnak, 0,6% németnek mondta magát (4,8% nem nyilatkozott; a kettős identitások miatt a végösszeg nagyobb lehet 100%-nál). A vallási megoszlás a következő volt: római katolikus 63,5%, református 3%, evangélikus 1,2%, felekezeten kívüli 9,6% (22,8% nem nyilatkozott).
2022-ben a lakosság 82,8%-a vallotta magát magyarnak, 1,6% németnek, 1% horvátnak, 0,5% cigánynak, 4,7% egyéb, nem hazai nemzetiségűnek (17,2% nem nyilatkozott; a kettős identitások miatt a végösszeg nagyobb lehet 100%-nál). Vallásuk szerint 42,2% volt római katolikus, 5,2% református, 1,6% evangélikus, 0,5% görög katolikus, 0,5% egyéb keresztény, 11,5% felekezeten kívüli (38,5% nem válaszolt).

## Látnivalók
- katolikus templom 1737-ben emelték a Nepomuki Szent János templomot, az 1800-as évek végén szétbontották, hogy a jelenlegi helyén új templom 1906-ban épült fel. 1993-ban újították fel.
- Aranykert liget
- Bangha Béla páter /a keresztény sajtó megteremtőjének/ 1998-ban átadott és felszentelt nagyszülői háza
- falumúzeum /1993/
- a jurta tábor
- tanösvény /2003/